# Chấn thương tâm lý
Chấn thương tâm lý là tổn thương cho tâm trí xảy ra do một sự kiện nào đó. Chấn thương thường là kết quả của sự căng thẳng quá mức vượt quá khả năng của một người để đối phó hoặc tích hợp những cảm xúc liên quan đến trải nghiệm đó. Chấn thương có thể là kết quả của một trải nghiệm đơn lẻ hoặc chuỗi sự việc gây quá tải cảm xúc được lặp đi lặp lại trong vài ngày đến nhiều năm hoặc thậm chí cả đời, khi người đó phải vật lộn để đối phó với các tình huống trước mắt, cuối cùng dẫn đến hậu quả tiêu cực nghiêm trọng và lâu dài.
Bởi vì chấn thương tâm lý là khác nhau giữa các cá nhân, theo kinh nghiệm chủ quan của mỗi cá nhân, họ sẽ phản ứng với các sự kiện chấn thương tương tự theo cách khác nhau. Nói cách khác, không phải tất cả những người trải qua một sự kiện chấn thương tiềm tàng sẽ thực sự trở thành chấn thương tâm lý. Tuy nhiên, một số người có thể bị rối loạn căng thẳng sau chấn thương (PTSD) sau khi tiếp xúc với một sự kiện chấn thương lớn. Sự khác biệt về tỷ lệ rủi ro này có thể được quy cho các yếu tố bảo vệ mà một số cá nhân có thể có cho phép họ đối phó với chấn thương; chúng có liên quan đến các yếu tố khí chất và môi trường từ những người khác. Một số ví dụ là các đặc điểm kiên định và tích cực tìm kiếm sự giúp đỡ.

## Định nghĩa
Cẩm nang Chẩn đoán và Thống kê Rối loạn Tâm thần (DSM-IV-TR) định nghĩa chấn thương là trải nghiệm cá nhân trực tiếp về một sự kiện liên quan đến cái chết thực sự hoặc bị đe dọa hoặc thương tích nghiêm trọng; đe dọa đến tính toàn vẹn về thể chất của một người, chứng kiến một sự kiện liên quan đến trải nghiệm trên, tìm hiểu về cái chết bất ngờ hoặc bạo lực, tổn hại nghiêm trọng hoặc đe dọa tử vong hoặc thương tích của một thành viên gia đình hoặc đồng nghiệp thân thiết. Ký ức liên quan đến chấn thương thường rõ ràng, mạch lạc và khó quên. Phản ứng của người đó đối với các chi tiết gây khó chịu của sự kiện đau thương liên quan đến nỗi sợ hãi, bất lực hoặc kinh hoàng. Ở trẻ em, nó được biểu hiện như những hành vi vô tổ chức hoặc kích động.
Chấn thương có thể được gây ra bởi một loạt các sự kiện, nhưng có một vài khía cạnh phổ biến. Thường xuyên có sự vi phạm các giả định cốt lõi của người đó về thế giới và quyền con người của họ, khiến người đó rơi vào tình trạng cực kỳ bối rối và bất an. Điều này được thấy khi các thể chế mà người đó phải phụ thuộc vào để có được sự sống còn đã vi phạm, làm nhục, phản bội hoặc gây ra tổn thất hoặc chia ly lớn thay vì gợi lên các khía cạnh như giá trị bản thân tích cực, ranh giới an toàn và tự do cá nhân...